# Дем (біологія)
Дем (від грец. demos — народ, населення), або локальна популяція — невелике (до декількох десятків екземплярів), відносно ізольоване від інших подібних внутрішньовидове угруповання, для якого характерне підвищене, у порівнянні з популяцією, вільне схрещування роздільностатевих особин з різним генотипом.
На відміну від популяції дем — відносно короткочасне (існує декілька поколінь) угруповання особин. Окремі деми однієї популяції можуть відрізнятися один від одного за певними морфофізіологічними ознаками.
Генетичне поняття дем багато в чому відповідає екологічному поняттю парцела.
У структурі біологічного виду дем займає проміжне становище між такими субпопуляційними структурами, як сім'я та парцела.